# Mirko Jozić
Mirko Jozić (ur. 8 kwietnia 1940 w Trilju) – chorwacki piłkarz i trener piłkarski. Przez szesnaście lat był selekcjonerem juniorskich i młodzieżowych reprezentacji Jugosławii; w 1987 z kadrą U-21, w której grali m.in. Davor Šuker, Robert Jarni, Igor Štimac i Robert Prosinečki, zdobył mistrzostwo świata. Później z sukcesami pracował w Chile, prowadził nawet drużynę narodową tego kraju, a także w Meksyku, Arabii Saudyjskiej, Argentynie i Portugalii. Od 2000 do 2002 był trenerem reprezentacji Chorwacji. Awansował z nią do finałów mistrzostw świata 2002.

## Kariera piłkarska
Występował w drużynach drugiej ligi Jugosławii.

## Sukcesy szkoleniowe
- mistrzostwo Chile 1991, 1992 i 1993, Copa Libertadores 1991, Recopa 1992 oraz Copa Interamericana 1993 z CSD Colo-Colo
- Puchar Zdobywców Pucharów Azji 1996 z Al-Hilal Rijad
- mistrzostwo Europy 1979 z reprezentacją Jugosławii U-18
- mistrzostwo świata 1987 z reprezentacją Jugosławii U-21
- awans do Mundialu 2002 i start w tym turnieju (runda grupowa) z reprezentacją Chorwacji